# Василиса
Васили́сса, или Васили́са (др.-греч. Βασίλισσα) — женское русское личное имя греческого происхождения; восходит к др.-греч. βασίλισσα, βασίλιννα («василисса, василинна») — жена василевса, правителя; царица. В древнегреческой мифологии Βασιλίς («Василис», «царственная») — эпитет богинь Геры, Афродиты, Персефоны. В греческой мифологии эпиклесой Геры была «царица» (Βασίλεια), и в римской мифологии отражение Геры, Юнона, также имела аналогичный эпитет, «Regina». Церковная форма имени — Васили́сса.
В христианском именослове имя соотносится с несколькими раннехристианскими святыми: мученицей Василисой Римской, обращённой в христианство апостолами Петром и Павлом и казнённой, согласно преданию, по повелению императора Нерона (I век); Василиссой Никомидийской и Василисой Египетской, пострадавшими во время гонений на христиан при императоре Диоклетиане (III век); и другими.

Иллюстрация Ивана Билибина к сказке «Василиса Прекрасная», 1899

Имя проникло на Русь не раньше XIII века: первыми упоминаемыми женщинами с таким именем были дочь ростовского князя Василиса Дмитриевна, жившая на рубеже XIII—XIV веков, а также еще одна ростовская княжна — Василиса Константиновна, жившая в XIV веке. В русской именной традиции имя относилось к числу востребованных и любимых, что нашло отражение в русском фольклоре. Василиса — имя главных героинь нескольких народных сказок — «Василиса Прекрасная», «Морской царь и Василиса Премудрая» и других. В XX веке имя относилось к числу редких: статистические подсчёты имён новорождённых начала 1960-х годов В. А. Никонова по некоторым регионам центральной России не зафиксировали ни одного случая присвоения имени Василиса. Однако к концу века наметилось возрождение интереса к имени. Так, А. В. Суперанская и А. В. Суслова на конец 1980-х годов включили имя в число имён, получивших ограниченное распространение. После Октябрьской революции фиксировалась также модифицированное имя — Васили́на, встречающееся, впрочем, ещё в Древнем Риме (так, к примеру, звали мать императора Юлиана II).
Разговорные формы имени: Веселиса, Висилиса, Велиса.
Производные формы: Василиска, Василька, Вася, Васа, Васёна, Васеня, Васюня, Сюня, Васюра, Васюта, Сюта, Васюха, Васюша, Васяня, Васята.

## Именины
- Василисса Никомидийская — 16 сентября[7].
- Василисса Римская — 28 апреля[8].
- 21 января, 18 февраля, 23 марта, 4 апреля, 28 апреля, 29 апреля, 16 сентября[2].